# Keserovina
Keserovina (izvirno srbsko Кесеровина) je naselje v Srbiji, ki upravno spada pod Mesto Užice; slednja pa je del Zlatiborskega upravnega okraja.

## Demografija
V naselju, katerega izvirno (srbsko-cirilično) ime je Кесеровина, živi 494 polnoletnih prebivalcev, pri čemer je njihova povprečna starost 44,5 let (42,4 pri moških in 46,7 pri ženskah). Naselje ima 187 gospodinjstev, pri čemer je povprečno število članov na gospodinjstvo 3,15.
To naselje je popolnoma srbsko (glede na rezultate popisa iz leta 2002), a v času zadnjih treh popisov je opazno zmanjšanje števila prebivalcev.
|  |

| Demografija | Demografija     | Demografija     |
| Leto        | Št. prebivalcev | Št. prebivalcev |
| ----------- | --------------- | --------------- |
|             |                 |                 |
|             |                 |                 |
|             |                 |                 |
|             |                 |                 |
| 1948        | 1046            |                 |
| 1953        | 1112            |                 |
| 1961        | 1078            |                 |
| 1971        | 1032            |                 |
| 1981        | 889             |                 |
| 1991        | 749             | 733             |
| 2002        | 610             | 589             |
|             |                 |                 |

| Etnična sestava po popisu iz leta 2002 | Etnična sestava po popisu iz leta 2002 | Etnična sestava po popisu iz leta 2002 | Etnična sestava po popisu iz leta 2002 | Etnična sestava po popisu iz leta 2002 |
| -------------------------------------- | -------------------------------------- | -------------------------------------- | -------------------------------------- | -------------------------------------- |
| Srbi                                   | Srbi                                   |                                        | 589                                    | 100,0%                                 |
| Neznano                                | Neznano                                |                                        | 0                                      | 0,0%                                   |